# Tropilaelapsosis
La tropilaelapsosis es una enfermedad parasitaria producida a las abejas por ácaros del género Tropilaelaps.

## Etiología
Los ácaros Tropilaelaps clareae y Tropilaelaps koenigerum son los causante de la enfermedad, que es poco conocido en Europa y América en virtud que su área de distribución es Asia, de Irán al noroeste de Papúa y Nueva Guinea en el sureste para T. clareae, mientras que el la especie T. koenigerum se conoce solamente en Sri Lanka y Nepal. En Kenia se informó de la aparición de T. clareae pero no se confirmó posteriormente.

## Hospedadores
Estas dos especies de ácaros parasitan a la abeja asiática grande (Apis dorsata), mientras que T. clareae fue encontrado en Apis cerana, Apis florea, Apis mellifera y Apis laboriosa, mientras que T. koenigerum es parásito de Apis laboriosa y Apis dorsata. Tropilaelaps clareae puede alcanzar toda el área de distribución de Apis mellifera fácilmente si no hay barreras sanitarias.

## Epizootiología
La fuente de infección está representada por la abeja adulta y por la cría como en el caso de Varroa. 
El tiempo que pasa el ácaro Tropilaelaps clareae fuera de las celdas es muy importante para programar un sistema de lucha. Tropilaelaps clareae sólo pasa fuera de la celda una media de 1,6 días. La población de T. clareae aumenta velozmente, más que la infección producida por el ácaro de Varroa (varroasis).
Las principales causas de la expansión de la tropilaelapsosis son: 
- el pillaje
- la deriva
- las transacciones comerciales
- el enjambrazón natural
- la visita de los zánganos
- la mala praxis del apicultor
- la trashumancia no controlada de las colmenas.

## Sintomatología
La investigación y bibliografía sobre esta parasitosis es muy escasa y sólo se refieren al control con productos ya utilizados en la varroosis.
Parece lógico pensar que si el ácaro desarrolla gran parte de su vida en el interior de las celdillas con cría y las parásita, los síntomas de las abejas cuando nacen serán similares a las provocadas por Varroa destructor: abdomen reducido, retorcido, alas atrofiadas y malformaciones de patas, o carentes de éstas o de alas. Las abejas afectadas se arrastran en la piquera. 
La fase forética del ácaro en abeja es de 1 o 2 días, en virtud que Tropilaelaps no puede perforar el tegumento de una abeja adulta como lo hace Varroa, siendo el ciclo vital del ácaro adulto de 5 a 10 días, mientras el ácaro hembra morirá en 2 días si no puede depositar los huevo. Se ha probado que si hay dos especies de ácaros en una misma celda, la reproducción de ambos ácaros declina seguramente por competencia.

## Diagnóstico
En estos momentos la enfermedad no ha sido diagnosticada en Europa y América por lo que es muy importante estar atentos. Ambas especies tienen un cuerpo alargado, esclerotizado, que se diferencia fácilmente con una lupa de 10 aumentos de Varroa que tiene un cuerpo más ancho que largo (elipsoidal). 
Clínico. Si tenemos en cuenta la sintomatología de la enfermedad, es fundamental llevar a cabo una inspección profunda de las abejas, de su comportamiento y sobre todo de los cuadros con cría. Se observa cría salteada, dado que la presencia del ácaro mata hasta el 50 % de las larvas de abejas.
Farmacológico. El diagnóstico se puede llevar a cabo por métodos químicos, utilizando moléculas acaricidas, que fuerzan la caída de los parásitos. 
Laboratorial. Un método consiste en tomar una muestra de abejas, e introducirla en una solución de alcohol al 25%. Después de una breve agitación, dos minutos, se retiran las abejas y los ácaros se han desprendido de sus hospedadores. 
Otro método, que puede considerarse como complementario del anterior, y en este caso más importante, consiste en desopercular celdillas, con el fin de observar hembras de T. clareae o formas inmaduras. Por medio de un piso sanitario compuesto de una cartulina blanca, con una sustancia pegajosa, como la vaselina, dejándolo 3 días, se puede analizar la muestra de ácaros caídos.
Diferencial. Es preciso hacer un diagnóstico diferencial con Varroa destructor existiendo, no obstante diferencias con la forma del cuerpo, como lo describimos anteriormente.

## Tratamiento
Se puede tratar el ácaro Tropilaelaps clareae con los tratamientos aplicados a Varroa destructor, los productos utilizados en la actualidad son eficientes.
Han sido probados:
- fluvalinato
- cimiazol
- ácido fórmico

Hay que hacer constar que los acaricidas de acción puntual tienen menor efectividad en el control de este ácaro que en el caso de Varroa destructor. Ello se debe al escaso tiempo que Tropilaelaps clareae está sobre las abejas adultas.